# Beuzec-Cap-Sizun

Beuzec-Cap-Sizun este o comună în departamentul Finistère, Franța. În 1 ianuarie 2022 avea o populație de 1.018 de locuitori.